# Técnicas anatômicas

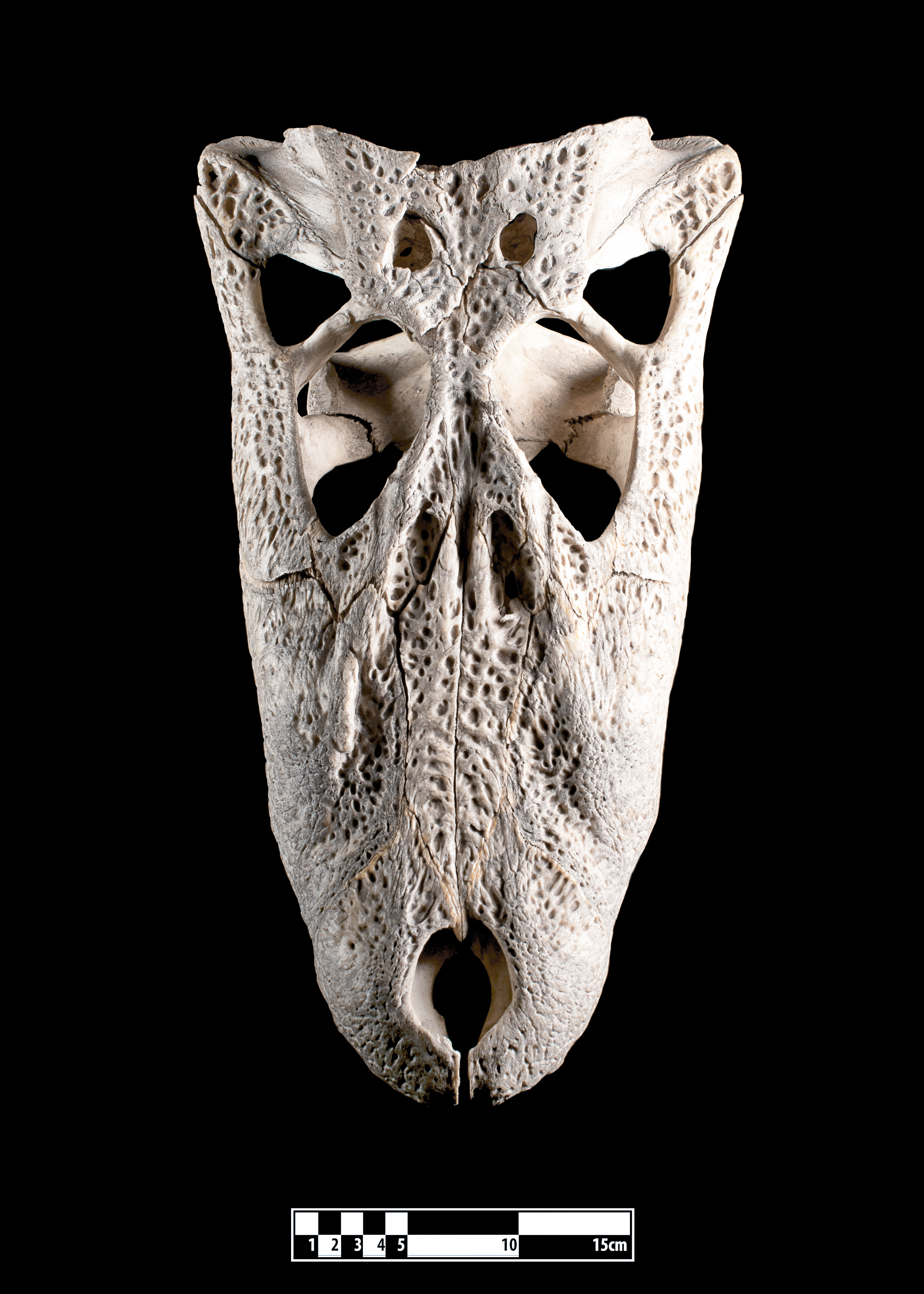
Crânio de crocodilo onde se aplicou a técnica de maceração. Em exposição no MAV/USP.

Técnicas anatômicas são utilizadas para manter peças anatômicas conservadas, pois o uso de peças cadavéricas são indispensáveis para o ensino, contribuindo com a melhora das habilidades aplicativas, assimilativas e compreensivas de disciplinas de anatomia ou histologia. Os estudos de morfologia em geral, com a finalidade de identificação ou mesmo classificação de espécies, passam pelo ato de preservação dos tecidos biológicos evitando-se sua decomposição por agentes químicos (ácidos ou enzimas), físicos (temperatura) e biológicos (microorganismos, insetos ou artrópodes). Em pesquisas realizadas pela Faculdade de Medicina Veterinária e Zootecnia da Universidade de São Paulo (FMVZ-USP), onde se utilizaram técnicas apropriadas para as peças em estudo, observou-se que as estruturas biológicas ficaram intactas e com fácil visualização, e o armazenamento destes preparos anatômicos passou a ser feito em caixas fechadas sem qualquer tipo de líquido, onde em alguns casos se tornou desnecessário a utilização de formol, mantendo-se assim por até 3 anos. As técnicas anatômicas geralmente são usadas em conjunto, conforme determinados métodos, deste modo uma peça pode ser conservada com a utilização de duas técnicas ou mais.

## Técnicas de conservação

### Fixação
Fixação é um processo químico pelo qual tecidos biológicos são preservados da decomposição ou alteração indesejada para fim de exame. A fixação cessa qualquer reação bioquímica em andamento, e pode também aumentar a resistência mecânica ou a estabilidade dos tecidos tratados. A finalidade da fixação é antes de tudo, preservar uma amostra de material biológico (tecidos ou células) o mais próximo ao seu estado natural nos processos de preparação do tecido para exame. Para atingir esta meta, diversas condições devem ser normalmente encontradas. O formol é um tipo de fixador que foi descoberto por Augustin Wilhen V Hoffman (18181 a 1892), contudo foi J. Blum em 1893 quem popularizou o uso do formol em preparos anatômicos de animais.

### Glicerinação
A glicerinação é uma técnica anatômica de preparação e conservação que permite preservar os tecidos úmidos e ao mesmo tempo sem a imersão em soluções conservadoras. essa técnica teve início com o descobrimento da glicerina em 1779, pelo químico sueco Karl Wilhelm Scheele (1742-1786). Em 1884 o italiano Carlo Giacomini  propôs sua utilização em peças anatômicas. A publicação de Laskowski (1886) mostrou a eficácia da combinação da glicerina com outros compostos conservantes, o que favoreceu a inclusão de cadáveres e de peças com grandes quantidades de tecido biológico.

### Desidratação
A desidratação, também conhecida como reação de desidratação, é aquela reação química ou processo físico-químico que implica perda de água. Em se tratando de uma reação química, é aquela que implica perda de pelo menos uma molécula de água da molécula reagente. Se tratando de processo físico-químico, trata-se da perda do conteúdo de água presente num material sem alterar a composição molecular do material resultante do processo. Reações de desidratação são um subconjunto de reações de eliminação. A finalidade desta técnica anatômica é a de diminuir a atividade de água, feito isso é possível reduzir e até eliminar populações de microorganismos decompositores.

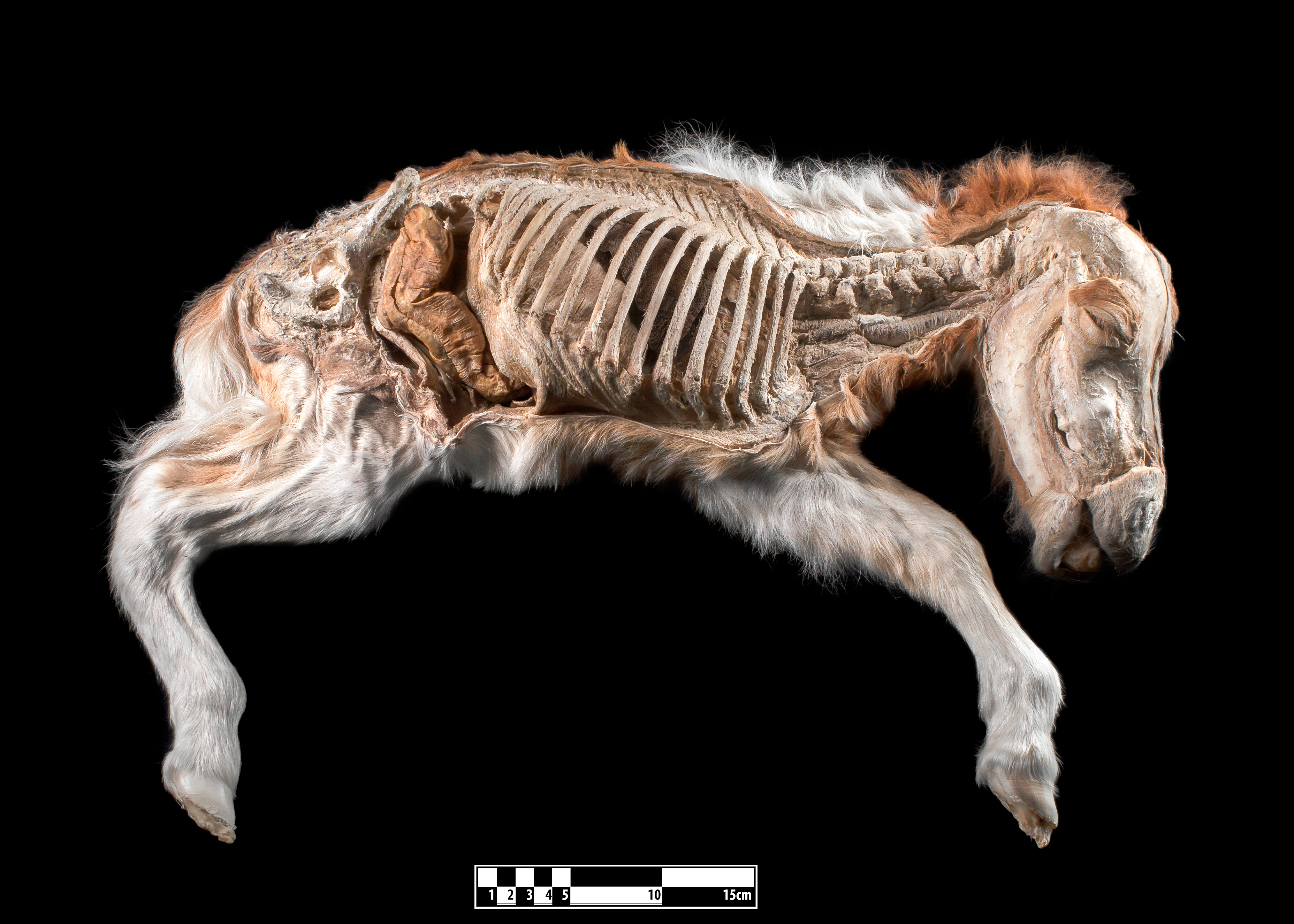
Técnica de desidratação aplicada em um potro. Em exposição no MAV/USP.

A técnica de desidratação, conhecida também por criodesidratação, se mostra uma alternativa eficiente para a conservação de peças individuais e de animais inteiros, pois é desnecessário o uso do formol e da glicerina, que são técnicas conhecidas por se obter uma aproximação das características reais das peças. Uma característica inevitável da técnica de desidratação é a contração dos tecidos, isto se dá devido a perda total de água da peça utilizada, contudo apresenta poucas e pequenas deformações em algumas estruturas devido a retração tecidual, fazendo com que esta técnica seja amplamente utilizada na esfera acadêmica.

### Maceração
A maceração é o nome dado a uma operação física que consiste em retirar ou extrair de um corpo, certas substâncias que são consideradas princípios ativos. Esses princípios ativos podem ser posteriormente utilizados com certas finalidades, quer farmacológicas, quer químicas. A maceração é normalmente feita, moendo previamente o corpo ou substância a macerar, seguido-se a utilização de um solvente para extração do ou dos princípios ativos. O processo não leva ao esgotamento do princípio ativo devido a saturação do líquido extrator e equilíbrio difusional entre o meio extrator e o interior da célula. O líquido extrator mais utilizado é o álcool ou misturas hidroalcoólicas.

### Taxidermia
Taxidermia é o feito de montar ou reproduzir animais para exibição ou estudo. É a técnica de preservação da forma da pele, planos e tamanho dos animais. É usada para a criação de coleção científica ou para fins de exposição, bem como uma importante ferramenta de conservação, trazendo também uma alternativa de lazer e cultura para a sociedade. Tem como principal objetivo o resgate de espécimes descartados, reconstituindo suas características físicas e, às vezes, simulando seu habitat o mais fielmente possível para que possam ser usados como ferramentas para educação ambiental ou como material didático. Popularmente o termo empalhar já foi usado como sinônimo de taxidermizar, entretanto, atualmente não se usam mais os manequins de palha e barro para substituir o corpo dos animais. Atualmente são utilizados manequins de poliuretano que possuem toda a anatomia do animal, além de próteses de olhos, cauda, nariz, orelhas, mandíbulas e língua.

### Plastinação
A plastinação é o procedimento técnico e moderno da preservação de matéria biológica, criado pelo artista e cientista Gunther von Hagens em 1977, e que consiste em extrair os líquidos corporais, tais como a água e os lípidos, através de métodos químicos (acetona fria e morna), para substituí-lo por resinas elásticas de silicone e rígidas epóxicas. Esta técnica tem numerosas vantagens, tanto quanto a conservação dos corpos, como na textura, coloração e na aproximação à coisa natural, e proporciona uma boa manipulação do corpo, sem necessidade de manutenção.

## Técnicas especiais

### Injeção de vinilite e corrosão

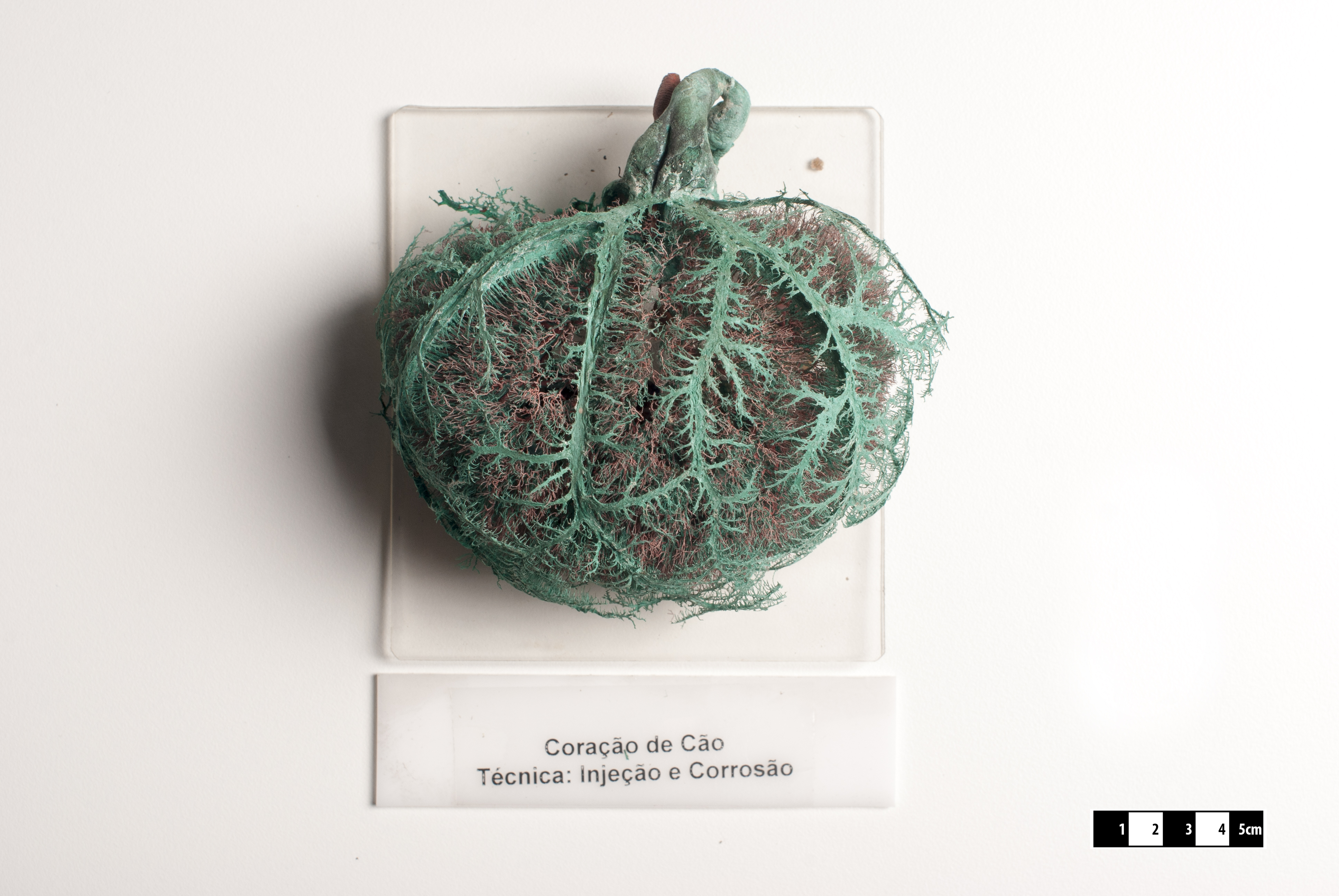
Técnica de vinilite e corrosão aplicada em um coração canino. Em exposição no MAV/USP.

Injeção de vinilite seguida de corrosão é uma técnica anatômica que consiste no preenchimento do sistema circulatório da peça com acetato de vinila onde, em seguida, é utilizada a técnica de corrosão para se retirar a matéria sobreposta, ou seja a matéria orgânica. Esta técnica possuiu eficiência no preenchimento dos sistemas injetados, possibilitando a visualização das ramificações e todo o caminho do sistema circulatório.
A técnica de vinilite seguida de corrosão além  de possuir baixo custo proporciona um longo período de conservação, esta mostra ser suficiente a necessidade dos alunos quanto o estudo da anatomia, mostrando estruturas externas e internas dos animais, não
sendo necessário inúmeras substâncias e materiais para uso de diferentes técnicas que fariam a mesma função.

### Modelo didático

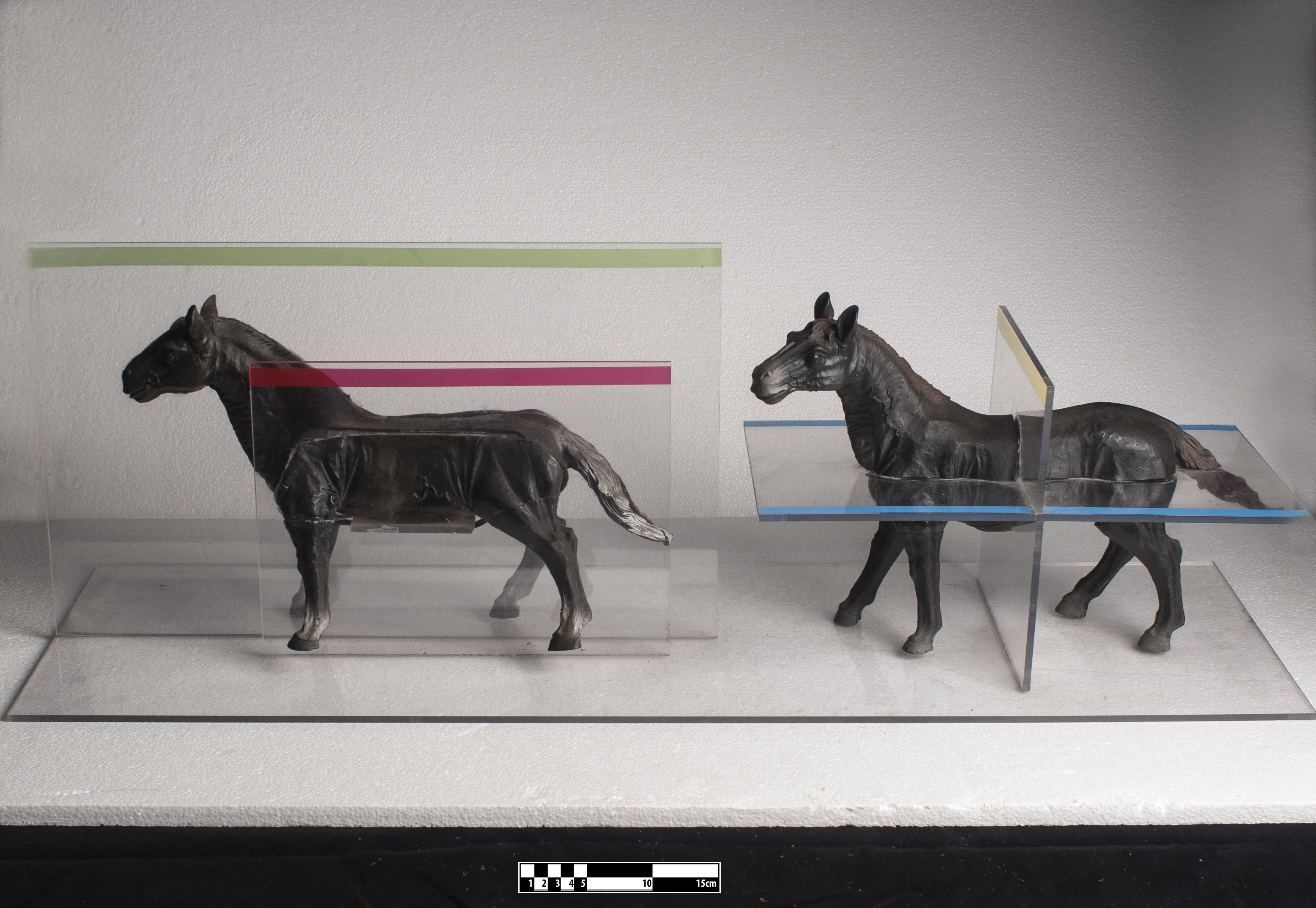
Peça que mostra os planos anatômicos do cavalo. Em exposição no MAV/USP.

São brinquedos educacionais que possuem como principal finalidade a de representar conceitos científicos. Constata-se que a utilização de modelos didáticos para a melhor assimilação do conteúdo por parte do aluno em sala de aula desperta a curiosidade e maior qualidade no ensino, este método ajuda na compreensão das informações e aproxima os alunos da realidade do tema abordado. Dentre os exemplos de modelos didáticos podemos citar: O globo terrestre que é uma representação em escala reduzida do planeta Terra. Os planos anatómicos podem ser representados por modelos didáticos, como é visto na imagem ao lado, no caso de um cavalo. Estes planos são planos hipotéticos usados para dividir o corpo usando como referência outras estruturas ou locais do corpo de forma a definir a localização de regiões ou a direção dos movimentos.

### Dissecção
A dissecção na área da anatomia humana é o ato de explorar o corpo humano, ou seja através de cortes possibilitar a visualização anatômica dos órgãos e regiões que existem no corpo humano e assim possibilitar o seu estudo. Através de muitos estudos de dissecção foi possível identificar e melhorar a área médica, através de conhecimentos básicos como a localização de vasos, nervos, ossos, músculos, com suas origens e inserções. Sem dúvida o ato de dissecar é muito importante e utilizado até hoje nos cursos de medicina. No Brasil ainda há muita dificuldade em conseguir cadáveres para o estudo, já em outros países como Bolívia, onde residem e estudam muitos estudantes de medicina brasileiros, já é mais fácil.

## Galeria

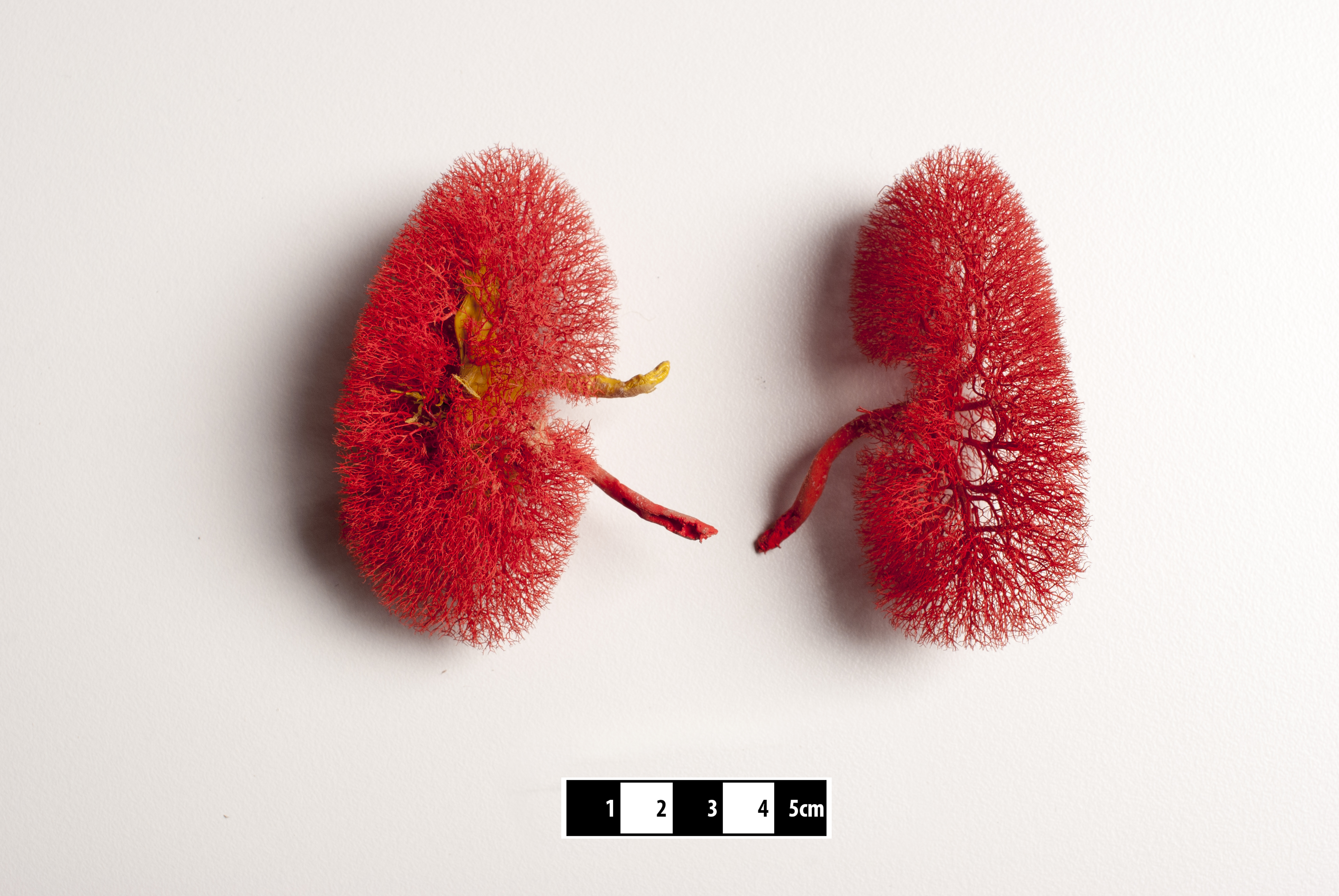
Técnica de Injeção de vinilite e corrosão
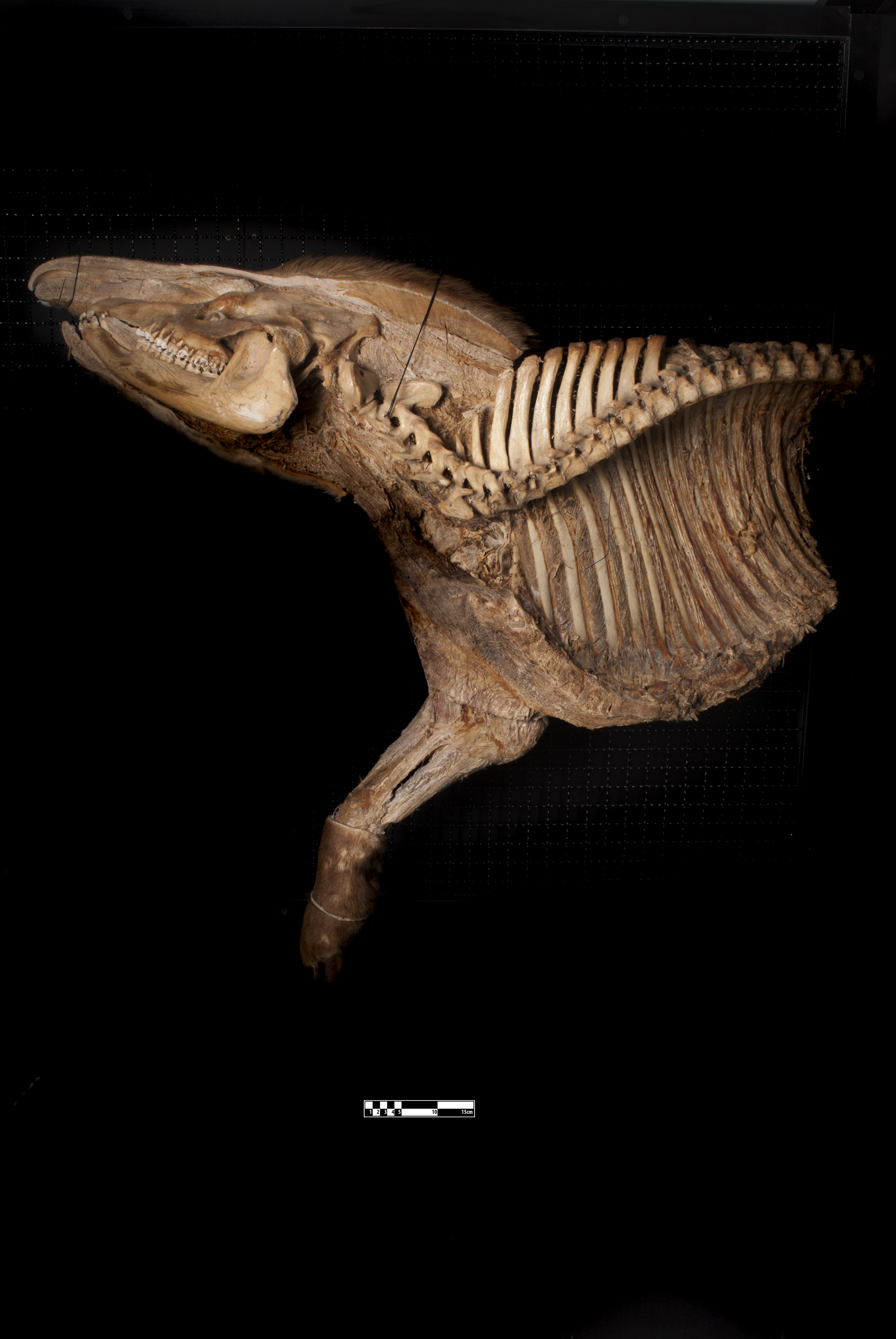
Técnica de desidratação
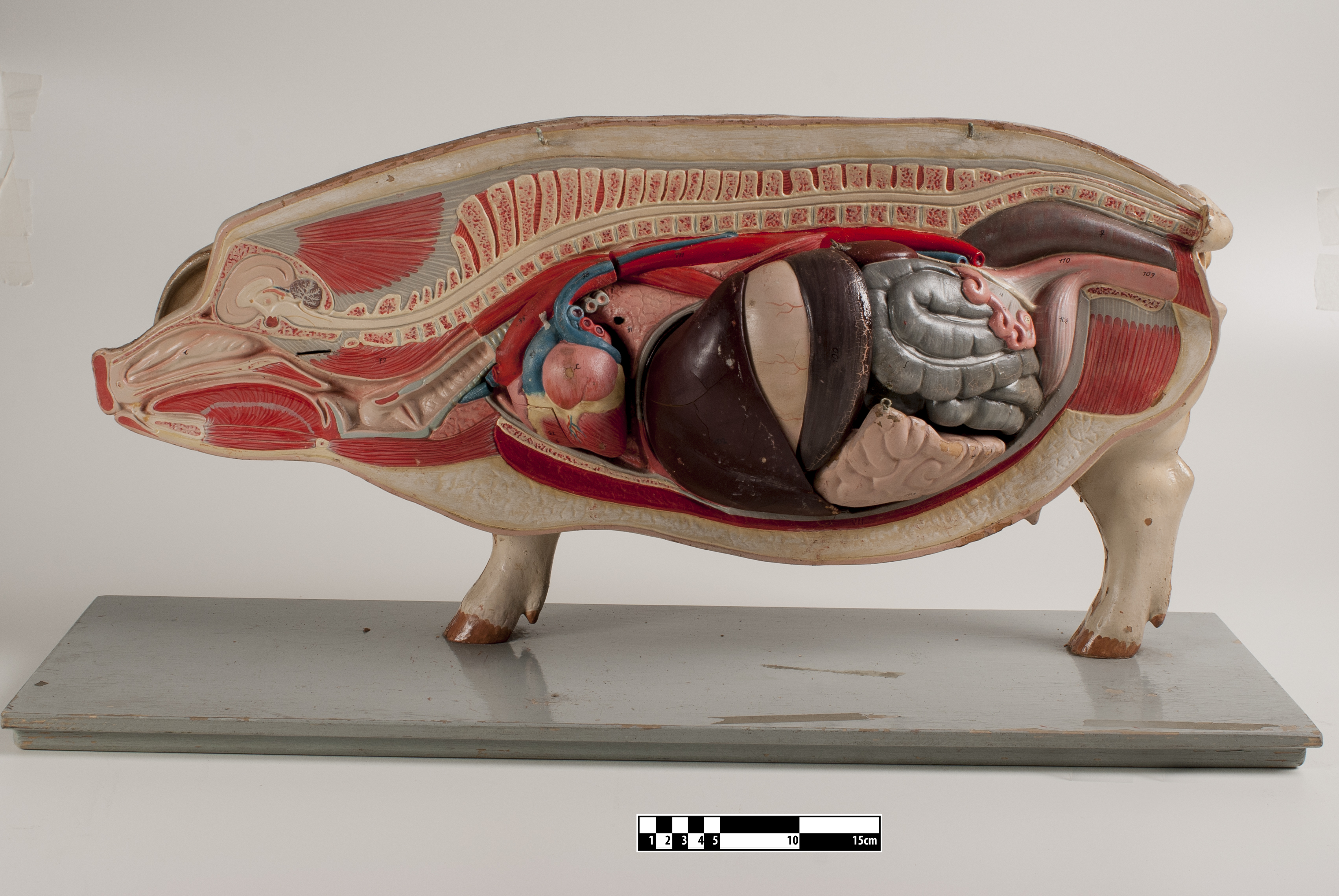
Modelo didático